# Puvirnituq Airport
Puvirnituq Airport (franska: Aéroport de Puvirnituq) är en flygplats i Kanada.   Den ligger i regionen Nord-du-Québec och provinsen Québec, i den östra delen av landet, 1 600 km norr om huvudstaden Ottawa. Puvirnituq Airport ligger 22 meter över havet. Den ligger vid sjön Lac Puijjurarvialuk.
Terrängen runt Puvirnituq Airport är mycket platt. Havet är nära Puvirnituq Airport åt sydväst.Runt Puvirnituq Airport är det glesbefolkat, med 12 invånare per kvadratkilometer.. Närmaste större samhälle är Puvirnituq, 1,8 km söder om Puvirnituq Airport. 
Omgivningarna runt Puvirnituq Airport är i huvudsak ett öppet busklandskap.